# Victor Moritz Goldschmidt
Victor Moritz Goldschmidt (Zurique, Suíça, 27 de janeiro de 1888 — Oslo, Noruega, 20 de março de 1947) foi um químico norueguês. Junto com sua família foi para a Noruega em 1901.

## Carreira
Em 1912 assumiu como professor-assistente de mineralogia e petrografia na Universidade de Oslo (na época “Det Kongelige Frederiks Universitet”); em 1914 como professor em Estocolmo e, em 1929, como professor de mineralogia na Universidade de Göttingen. Durante muito tempo foi presidente da "Comissão Norueguesa de Materiais" (Statens Råstoffkomité).
Goldschmidt recebeu em 1903 a Medalha Elliott Cresson, atribuído pelo Instituto Franklin, em 1912 o prêmio Fridtjof Nansen, a mais alta condecoração científica da Noruega, e foi laureado com a medalha Wollaston pela Sociedade Geológica de Londres em 1944.
É considerado como o co-fundador junto com Vladimir Vernadsky da geoquímica moderna e da química dos cristais. Criou a classificação geoquímica dos elementos químicos conhecida como classificação Goldschmidt.
O trabalho de Goldschmidt sobre os raios atômicos e iônicos foi considerado muito importante para o desenvolvimento da cristalografia. Seu trabalho na área inspirou a introdução do raio covalente de Pauling e o raio de van der Waals.
Goldschmidt interessou-se particularmente pelas aplicações técnicas da ciência; foi o primeiro a empregar a olivina industrialmente.

### Livros
- Goldschmidt, Victor Moritz (1906). Die Pyrolumineszenz des Quarzes (em alemão). Kristiania: Dybwad. OCLC 257009954
- Goldschmidt, V. M (1911). Die Kontaktmetamorphose im Kristianiagebiet (em alemão). Kristiania: In kommission bei J. Dybwad. OCLC 3566635
- Goldschmidt, Victor Moritz (1916). Geologisch-petrographische Studien im Hochgebirge des südlichen Norwegens 4. 4. (em alemão). [S.l.: s.n.] OCLC 883996045
- Goldschmidt, Victor Moritz (1922). Der Stoffwechsel der Erde: (mit 2 Textfig.) (em alemão). Kristiania: Dybwad in Komm. OCLC 633929580
- Goldschmidt, V. M; Johnson, Erling (1922). Glimmermineralernes betydning som kalikilde for planterne (em norueguês). Kristiania: I kommission hos H. Aschehoug & Co. OCLC 712388880
- Goldschmidt, Victor Moritz (1923). Geochemische Verteilungsgesetze der Elemente (em alemão). Kristiania, Oslo: [s.n.] OCLC 316398946
- Goldschmidt, Victor Moritz (1926). Die Gesetze der Krystallochemie (em alemão). [S.l.: s.n.] OCLC 174577644
- Goldschmidt, Victor Moritz (1926). Ueber die Kristallstrukturen vom Rutiltypus, mit Bemerkungen zur Geochemie zweiwertiger und vierwertiger Elemente (em alemão). Oslo: I komm. Dybwad. OCLC 603709988
- Goldschmidt, V. M (1927). Untersuchungen über Bau und Eigenschaften von Krystallen (em alemão). Oslo: I kommisjon hos J. Dybwad. OCLC 83967999
- Goldschmidt, Victor Moritz (1931). Elemente und Minerale pegmatitischer Gesteine (em alemão). [S.l.: s.n.] OCLC 73005331
- Goldschmidt, Victor Moritz, Peters, Cl (1931). Zur Geochemie des Galliums (em alemão). [S.l.: s.n.] OCLC 73005336
- Goldschmidt, Victor Moritz, Peters, Cl (1931). Zur Geochemie des Scandiums (em alemão). [S.l.: s.n.] OCLC 73005338
- Goldschmidt, Victor Moritz (1931). Zur Kristallchemie des Germaniums (em alemão). [S.l.: s.n.] OCLC 73005344
- Goldschmidt, Victor Moritz (1932). Kristallographie und Stereochemie anorganischer Verbindungen (em alemão). Berlin: Springer. OCLC 833775446
- Goldschmidt, Victor Moritz, Peters, Cl (1932). Zur Geochemie des Berylliums (em alemão). [S.l.: s.n.] OCLC 73005333
- Goldschmidt, Victor Moritz, Peters, Cl (1932). Zur Geochemie der Edelmetalle (em alemão). [S.l.: s.n.] OCLC 73005334
- Goldschmidt, Victor Moritz (1933). Zur Geochemie des Selens. [1] [1 (em alemão). Berlin: Weidmann. OCLC 907739289
- Goldschmidt, Victor Moritz (1933). Zur Geochemie der Alkalimetalle. 1 (em alemão). Berlin: Weidmann. OCLC 916560558
- {{Cite book|url=https://www.worldcat.org/oclc/174469958%7Ctitle=Zur Geochemie der Alkalimetalle. 2|last=Goldschmidt|first=Victor Moritz|date=1934|publisher=Weidmann|oclc=916560558|location=Berlin|language=Alemão}
- Goldschmidt, Victor Moritz; Peters, Cl (1934). Zur Geochemie des Arsens, von V.M. Goldschmidt und Cl. Peters. (em alemão). Berlin: [s.n.] OCLC 459427960
- Goldschmidt, Victor Moritz, Strock, Lester William (1935). Zur Geochemie des Selens. 2 2 (em alemão). [S.l.: s.n.] OCLC 174470162
- Goldschmidt, Victor Moritz (1938). Die Mengenverhältnisse der Elemente und der Atom-Arten (em alemão). Oslo: I Kommisjon hos Jacob Dybwad. OCLC 637097688
- Goldschmidt, V. M.; Muir, Alex (1954). Geochemistry. London: Oxford University Press. ISBN 0-19-851210-4. OCLC 1055939315

### Artigos
- Goldschmidt, V. Moritz (1 de dezembro de 1908). «XXVIII. Radioactivität als Hilfsmittel bei mineralogischen Untersuchungen. II». Zeitschrift für Kristallographie - Crystalline Materials (em alemão). 45 (1–6): 490–494. ISSN 2196-7105. doi:10.1524/zkri.1908.45.1.490
- Goldschmidt, V. M. (26 de maio de 1911). «Die Gesetze der Mineralassoziation vom Standpunkt der Phasenregel». Zeitschrift für anorganische Chemie (em alemão). 71 (1): 313–322. ISSN 0863-1778. doi:10.1002/zaac.19110710129
- Goldschmidt, Victor Moritz (1 de março de 1922). «On the metasomatic processes in silicate rocks». Economic Geology. 17 (2): 105–123. ISSN 1554-0774. doi:10.2113/gsecongeo.17.2.105
- Goldschmidt, V. M. (1926). «Die Gesetze der Krystallochemie». Die Naturwissenschaften (em alemão). 14 (21): 477–485. Bibcode:1926NW.....14..477G. ISSN 0028-1042. doi:10.1007/BF01507527
- Goldschmidt, V. M. (1 de março de 1928). «Über Atomabstände in Metallen». Zeitschrift für Physikalische Chemie (em alemão). 133U (1): 397–419. ISSN 2196-7156. doi:10.1515/zpch-1928-13327
- Goldschmidt, V. M. (1929). «Crystal structure and chemical constitution». Transactions of the Faraday Society (em inglês). 25. 253 páginas. ISSN 0014-7672. doi:10.1039/tf9292500253
- Goldschmidt, V. M. (1 de novembro de 1930). «Geochemische Verteilungsgesetze und kosmische Häufigkeit der Elemente». Naturwissenschaften (em alemão). 18 (47): 999–1013. Bibcode:1930NW.....18..999G. ISSN 1432-1904. doi:10.1007/BF01492200
- Goldschmidt, V. M. (1937). «The principles of distribution of chemical elements in minerals and rocks. The seventh Hugo Müller Lecture, delivered before the Chemical Society on March 17th, 1937». J. Chem. Soc. (em inglês): 655–673. ISSN 0368-1769. doi:10.1039/JR9370000655
- Goldschmidt, V. M. (1945). «The geochemical background of minor-element distribution». Soil Science (em inglês). 60 (1): 1–8. Bibcode:1945SoilS..60....1G. ISSN 0038-075X. doi:10.1097/00010694-194507000-00001